# 2009-es motokrossz olasz nagydíj MX2
A 2009-es FIM-motokrossz-világbajnokság  MX2-es, olasz nagydíját március 29-én rendezték meg. Az időmérőt az svájci Arnaud Tonus nyerte, míg az első futamot a francia Gautier Paulin.

## Időmérő
| Helyezés | #   | Versenyző           | Motor    | Idő       | Kül. elsőtől | Legjobb kör | Sebesség |
| -------- | --- | ------------------- | -------- | --------- | ------------ | ----------- | -------- |
| 1        | 23  | Arnaud Tonus        | KTM      | 23:49.176 | +0:00.000    | 1:33.635    | 61,515   |
| 2        | 183 | Steven Frossard     | Kawasaki | 23:53.778 | +0:04.602    | 1:33.830    | 61,388   |
| 3        | 4   | Shaun Simpson       | KTM      | 23:55.359 | +0:06.183    | 1:34.002    | 61,275   |
| 4        | 13  | Manuel Monni        | Yamaha   | 23:56.406 | +0:07.230    | 1:34.063    | 61,236   |
| 5        | 202 | Loic Larrieu        | Yamaha   | 23:56.433 | +0:07.257    | 1:34.286    | 61,091   |
| 6        | 121 | Xavier Boog         | Suzuki   | 23:58.149 | +0:08.973    | 1:34.365    | 61,04    |
| 7        | 39  | Davide Guarneri     | Yamaha   | 23:59.074 | +0:09.898    | 1:33.618    | 61,527   |
| 8        | 89  | Jeremy van Horebeek | KTM      | 24:00.960 | +0:11.784    | 1:34.419    | 61,005   |
| 9        | 22  | Anthony Boissiere   | KTM      | 24:01.212 | +0:12.036    | 1:34.265    | 61,104   |
| 10       | 25  | Marvin Musquin      | Honda    | 24:03.285 | +0:14.109    | 1:33.683    | 61,484   |
| 11       | 37  | Valentin Teillet    | KTM      | 24:04.530 | +0:15.354    | 1:34.636    | 60,865   |
| 12       | 12  | Alessio Chiodi      | Suzuki   | 24:11.609 | +0:22.433    | 1:35.116    | 60,558   |
| 13       | 69  | Wyatt Avis          | Honda    | 24:17.648 | +0:28.472    | 1:35.042    | 60,605   |
| 14       | 7   | Stephen Sword       | KTM      | 24:21.369 | +0:32.193    | 1:35.631    | 60,232   |
| 15       | 64  | Khounsith Vongsana  | Honda    | 24:24.650 | +0:35.474    | 1:36.037    | 59,977   |

## Első futam
| Helyezés | #  | Versenyző           | Motor    | Körök | Idő       | Kül. elsőtől | Kül. előzőtől | Legjobb kör | Sebesség |
| -------- | -- | ------------------- | -------- | ----- | --------- | ------------ | ------------- | ----------- | -------- |
| 1        | 21 | Gautier Paulin      | Kawasaki | 16    | 42:22.467 | 0:00.000     | 0:00.000      | 2:18.894    | 41,47    |
| 2        | 89 | Jeremy van Horebeek | KTM      | 16    | 43:00.673 | +0:38.206    | +0:38.206     | 2:10.978    | 43,977   |
| 3        | 25 | Marvin Musquin      | Honda    | 16    | 44:03.864 | +1:41.397    | +1:03.191     | 2:14.675    | 42,77    |
| 4        | 39 | Davide Guarneri     | Yamaha   | 15    | 42:20.591 | +1 kör       | +1 kör        | 2:18.709    | 41,526   |
| 5        | 34 | Joel Roelants       | KTM      | 15    | 42:26.013 | +1 kör       | +0:05.422     | 2:17.356    | 41,935   |

## Második futam
- A második futamot a rossz időjárás miatt törölték.